# Francis Musyoki
Francis Musyoki (* 1951) ist ein ehemaliger kenianischer Sprinter.
Bei den British Commonwealth Games 1974 in Christchurch siegte er in der 4-mal-400-Meter-Staffel (mit Charles Asati, William Koskei und Julius Sang) und erreichte über 400 m das Halbfinale. 
Seine Bestzeit über 400 m von 45,7 s stellte er am 31. August 1974 in Nairobi auf.